# Eddy Maillet
Eddy Maillet (19 de octubre de 1967) es un árbitro de fútbol Seychelense. Desde el año 2001 es árbitro internacional.

## Trayectoria
Eddy Maillet es el coordinador de árbitros de la asociación nacional de su país y el único árbitro de Seychelles que ha participado en la fase final de una competición de la FIFA. 
Ha dirigido dos Copas Mundiales Sub-17 de la FIFA (Finlandia 2003 y Corea 2007), y el total de siete partidos lo convierte en el árbitro con el mayor número de participaciones en la historia del mencionado torneo. 
A lo largo de su carrera internacional, iniciada en 2001, ha dirigido partidos en la Premier League de Sudáfrica. Además participó en las tres últimas Copas Africanas de Naciones, y la más reciente dirigió el partido inaugural entre Ghana y Guinea. También pitó encuentros en la Copa de la AFC en 2007. 
En 2008, Maillet se encargó del partido de vuelta de la final de la Copa Confederación de la CAF entre el Etoile du Sahel y el CS Sfaxien. 
Es uno de los árbitros que dirige en la Copa Mundial de Fútbol de 2010 en Sudáfrica. Fue el encargado de arbitrar el partido entre Chile y Honduras. Previo al encuentro, en el país sudamericano se relacionó a Maillet con Lucien Bouchardeau, árbitro de Níger que les cobró un inexistente penal en contra en Francia 1998.